# بازنامه
بازنامه به دسته‌ای از کتاب‌ها می‌گویند که در وصف انواع پرندگان شکاری، چگونگی پرورش و نگهداری آن‌ها، شیوه‌های شکار با آن‌ها و تشخیص و درمان بیماری‌هایی که بدان‌ها دچار می‌شوند و به‌طور کلی فنون بازداری نوشته شده باشد. بازنامه را شکارنامه یا اشکره‌نامه، صیدنامه، جوارح‌نامه و کتاب شکره‌داری نیز نامیده‌اند. در عربی به این دسته از کتاب‌ها، البیزره یا کتاب البزدره، کتاب البزاة و کتاب الجوارح گفته شده است.
نگارش بازنامه‌های متعدد از روزگاران باستان تاکنون از اهمیت حرفهٔ بازداری، نقش اقتصادی آن و دلبستگی مردمان به این نوع شکار در بسیاری از ممالک خاور و باختر، به ویژه چین و هندوستان و ماوراءالنهر و ایران و بین‌النهرین و مصر و یونان، حکایت دارد.
شمار بازنامه‌های فارسی و عربی که در فهرست‌ها و منابع گوناگون از آن‌ها نام برده شده و بسیاری از آنها نیز بر جا مانده‌اند، از یکصد می‌گذرد. در این مقاله تعدادی از مهم‌ترین آن‌ها ذکر می‌شوند:

## بازنامه‌های ایران باستان
عنوان چهار بازنامه در عهد ساسانی شناخته شده است:
- کتاب بهرام بن شاپور (بهرام گور، ۴۲۱–۴۳۹ م)
- بازنامهٔ جاماسب، که گویا به نام قباد پسر فیروز ساسانی (۴۸۸ م به بعد) تحریر شده است.
- بازنامهٔ نوشیروانی، در دیباچهٔ اثری که بازنامه نوشیروانی از منابع آن بوده، آمده است که بزرگمهر به فرمان انوشیروان، خردمندان روم، عراق، خراسان و ماوراءالنهر را گرد آورد و از ایشان خواست که دربارهٔ آنچه از شکار با باز می‌دانند، با یکدیگر به گفت‌وگو پردازند و این کتاب از آن گفت‌وگوها فراهم آمده است و نیز گفته‌اند اصل آن از عهد فریدون بوده و در عهد انوشیروان (۵۳۱–۵۷۹ م) دیگر بار تدوین شده است. اکثر بازنامه‌های موجود نام آن را برده یا از آن نقل کرده‌اند و از منابع مهم بازنامه‌های عربی و فارسی دوران پس از اسلام بوده است، فخرالدین رازی (۵۴۴–۶۰۶) در کتاب ستینی مطالبی از آن نقل کرده و همین امر دلیل بر وجود این کتاب دست‌کم تا قرن ششم است.
- بازنامهٔ پرویز پادشاه پارس (۵۹۰–۶۲۸ م)

دست‌کم یکی از این چهار کتاب در زمان هارون الرشید (۱۷۰–۱۹۳ ه‍.ق) با عنوان «کتاب البزاة للفرس» به عربی ترجمه شده که گویا همان رسالهٔ موجود در مجموعهٔ الواثقی کتابخانهٔ فاتح استانبول باشد.

## بازنامه‌های یونان باستان
ارسطو در کتاب «تاریخ جانوران» مطالبی نیز دربارهٔ بازدارد. ابن بطریق این اثر را با عنوان الحیوان به عربی درآورده که نسخه‌هایی از آن نیز بر جا مانده است. ابن بطریق در مقدمهٔ این اثر از تألیف کتابی دربارهٔ مرغان شکاری و فن بازداری برای اسکندر مقدونی سخن گفته است؛ اسکندر مقدونی از دانشمندان دربار خود خواسته بود که سرشت باز و بیماریهای آن و نشانه‌های آن بیماری‌ها و شیوهٔ درمان آنها را برای او شرح دهند و این کتاب حاصل آن گفت و گوها بوده است.

## بازنامه طبری
- شکره‌نامهٔ ماهانی که گویا تألیف امیر ظهیرالدوله ابومنصور وشمگیر زیاری (۳۲۳–۳۵۶) و به زبان طبری بوده است.[۱]

## بازنامه‌های فارسی
- رسالهٔ بازداری، از خواجه عمیدالدین ابی الفوارس قناریزی (در سال ۳۳۹ ه‍.ق).
- بازنامهٔ سیستانی، ترجمه‌ای از بازنامهٔ نوشیروانی (قرن چهارم)؛
- جوارح‌نامهٔ شاهنشاهی، ترجمهٔ فارسی بازنامهٔ نوشیروانی. گفته می‌شود که ابوالبحتری (ابوالبحری) این بازنامه را به فرمان ابوعلی بلعمی وزیر در ۳۵۲ق‌/۹۶۳م برای عبدالملک بن نوح پادشاه سامانی به فارسی درآورده است. این اثر کهن‌ترین بازنامهٔ فارسی است که بر جا مانده است.
- بازنامهٔ نسوی‌ از علی بن احمد نسوی (سدهٔ ۵ق‌/۱۱م). نسوی از هشت‌سالگی به بازداری مشغول بود و در ۷۰ سالگی به تألیف این کتاب پرداخت و تجارب و آموخته‌های خود را در آن گرد آورد. او در این کتاب از بازنامه‌ها و بازداران بسیاری یاد کرده است. این کتاب قدیمی‌ترین بازنامهٔ فارسی است که به جای مانده و در ۱۳۵۴ش به کوشش علی غروی در تهران انتشار یافت.
- بازنامهٔ محمود غزنوی. این اثر در کتابخانه پرتو پاشا نگهداری می‌شود.
- صیدنامهٔ ملکشاهی یا شکارنامهٔ خسروی، دست‌نویس محمد بن قلچق نظامی (سدهٔ ۵ق‌/۱۱م). دربارهٔ تألیف این بازنامه نیز گزارشی همانند حکایتی که دربارهٔ اسکندر مقدونی و انوشیروان ساسانی گفته شد، نقل شده است: خواجه نظام‌الملک طوسی به فرمان ملکشاه سلجوقی که دلبستگی شدید به شکار با مرغان داشت، دانایان این فن را از نیشابور، بلخ، ترمذ، مرو، هرات، خوارزم، روم، عراق عرب، فارس، تبریز، سیستان، هندوستان، ترکستان، اصفهان، مصر و مغرب گرد آورد تا دانسته‌های خود را در این زمینه با یکدیگر در میان نهند.
- بازنامهٔ فیروزشاهی، یا دستور صید، از خواجه محمد صادق بن خواجه محمد یوسف. این اثر در ۵۷۱ق / ۱۱۷۵م برای محی‌الدین فیروزشاه امیر بلخ نوشته شده است. نسخه‌هایی از این بازنامه در کتابخانه‌های بادلیان و انجمن آسیایی بنگال بر جا مانده است.
- بازنامه (سدهٔ ۶ق‌/۱۲م). ۳ نسخهٔ پرخطا و ناقص از این اثر در کتابخانه ملک تهران، موزه بریتانیا و کتابخانه مجلس ایران نگهداری می‌شود.
- بازنامهٔ منظوم از امیرخسرو دهلوی (۶۵۱–۷۲۵)، حدود ۲۲۰ بیت، که در دیوان او آمده است.
- شکارنامهٔ ایلخانی، از علی بن منصور حلوانی که آن را برای تغاتیمور - ایلخان مغول و فرمانروای خراسان (۷۳۷–۷۵۳ق / ۱۳۳۷–۱۳۵۲م) - تألیف کرده است. در مقدمه آمده است که اصل این کتاب همان صیدنامهٔ ملکشاهی بوده، و مؤلف ۶ باب دربارهٔ شاهین و شنقار و چگونگی شکار شیر و پلنگ و جز آن‌ها بدان افزوده است. از این اثر نسخه‌هایی در ایران، ترکیه، پاکستان و هندوستان بر جا مانده است.
- بازنامه (صیدالمراد فی قوانین الصیاد)، تألیف خدایارخان بن یارمحمد، داوود عباسی.
- بازنامه تألیف علی بن محمد متطبّب در ۷۲۱ ق برای قطب الدین تهمتن شاه از ملوک هرموز نوشته و در کتابخانة مجلس شورای اسلامی ایران موجود است.
- رساله در شکار که در ۷۶۷ ق محمد بن محمد مؤلف اسپنامه تألیف کرده و نسخه‌ای از آن در کتابخانه بادلیان موجود است.
- جوارح‌نامهٔ امامیه، یا قوانین الصیاد، از داوود بن یار محمد، ملقب به خدایار خان عباسی (سدهٔ ۸ق‌/۱۴م). برخی آن را متعلق به سدهٔ ۱۲ق‌/۱۸م دانسته‌اند. این اثر در ۱۹۰۸م در کلکته به چاپ رسیده است.
- التذکرة فی علم البزدرة، از محمد بن علی زاهد شوشتری (سدهٔ ۸ق‌/۱۴م)، که به شیخ حسن جلایر ایلکانی تقدیم شده است. این اثر ترجمهٔ کتاب «پرورش باز» کندی است.
- بازنامهٔ جمشید، ترجمهٔ علی حیدر تبریزی قوشچی باشی. بازنامه‌ای منظوم که نسخه‌ای از آن در کتابخانه حمیدیه نگهداری می‌شود.
- بازنامه، از غیاث‌الدین علی بن حسین بن علی میران حسینی اصفهانی. (۸۵۹ ق / ۱۴۵۵ م) تألیف شده است، نسخه‌ای در کتابخانهٔ بادلیان نگهداری می‌شود.
- بازنامه (سدهٔ ۹ق‌/۱۵م). مؤلف ناشناس. نسخه‌هایی از آن بر جا مانده است
- بازنامه (۹۷۰ق /۱۵۶۳ م)، مؤلف ناشناس. در ۷۲ باب است. نسخه‌هایی از آن بر جا مانده است.
- شکارنامه، از حسین بن روح‌الله حسینی طبسی، ملقب به صدر جهان (سدهٔ ۱۰ق‌/۱۶م). از این اثر نسخه‌هایی بر جا مانده است.
- بازنامه، از محب علی بن نظام‌الدین علی مرغلانی (سدهٔ ۱۰ق‌/۱۶م). به نام ابوالفتح جلال الدین محمد اکبر شاه پادشاه مغولی هند. در ۶۱ باب است. از این اثر نسخه‌هایی در موزهٔ بریتانیا و کتابخانهٔ ملک تهران و دانشگاه تهران به‌جای مانده است.
- دستور الصید، از محمدرضا علی خان بن خواجه یوسف (۱۰۸۳ق / ۱۶۷۲م)، در عهد حکومت اورنگ زیب پادشاه هندی، در ۷۷ باب است و نسخه‌هایی در هندوستان و پاکستان بر جا مانده است.
- رساله در شکار، از مجدالدین بن محمد شفیع هاشمی عباسی (سدهٔ ۱۱ق‌/۱۷م) که برای عبدالله خان از فرمانروایان عهد صفوی نوشته است. بخش عمدهٔ این رساله دربارهٔ پرندگان شکاری است و به‌ویژه به مسائل فقهی شکار می‌پردازد.
- بازنامهٔ ناصری، از تیمور میرزا حسام‌الدوله (سدهٔ ۱۳ق‌/۱۹م). این اثر در تهران (۱۲۸۵ق) و بمبئی (۱۳۰۵ق) به چاپ رسیده و به زبان انگلیسی نیز ترجمه شده است.
- انیس الامرا در فن بازداری، از محمدحسین بن جواد حسینی (سدهٔ ۱۳ق‌/۱۹م). این اثر در بمبئی به چاپ رسیده است.
- شاهباز نامه، از جمال‌الدین میرزا نوادهٔ فتحعلی شاه قاجار (سدهٔ ۱۳ق). نسخه‌ای از آن در کتابخانه دانشگاه تهران موجود است.

## بازنامه‌های عربی
- البزدرة فی تربیة سباع الطیور و امراضها و علاجها مما الّفه الحکماء للملک الاسکندر، (بازداری در تربیت پرندگان وحشی و بیماری‌ها و روش معالجهٔ آنان بر اساس آنچه دانشمندان حکومت اسکندر تألیف کردند) احتمالاً در سده ۲ ق نوشته شده زیرا حجاج بن خیثمه (سدهٔ ۲ق) در کتابی که در همین زمینه نوشته، از این ترجمه بهره گرفته است. از این اثر نسخه‌هایی در پاریس و برلین و استانبول برجا مانده است.
- البزدرة فی الضواری من الطیر، یا طب الطیور، دست‌نویس حجاج بن خیثمه. این اثر که متن اصلی آن نگارش غطریف بن قدامة غسانی و ادهم بن محرز باهلی بوده، ظاهراً کهن‌ترین بازنامهٔ عربی است که بر جا مانده است. از این اثر با عنوان‌های بازنامهٔ مهدی و بازنامهٔ ادهم و غطریف‌ نیز یاد شده است و نسخه‌هایی از آن در برلین و استانبول نگهداری می‌شود.
- کتاب البازی، از ابوعبیده معمر بن مثنی؛ کتاب الجوارح، از محمد بن عبدالله بن عمر بازیار؛ کتاب الجوارح و اللعب بها، از ابودلف قاسم بن عیسی؛ کتاب البزاة و الصید، از ابودلف قاسم بن عیسی؛ کتاب الصید و الجارح، از فتح بن خاقان؛ کتاب الجوارح و الصید، از ابن معتز. این بازنامه‌ها در سدة ۳ق‌/۹م تألیف شده‌اند و اثری از آن‌ها بر جا نمانده است.
- الجمهرة فی علم البیزرة، از عیسی بن علی بن حسان ازدی (سدهٔ ۳ق‌/۹م). نسخه‌هایی از این اثر در کتابخانه مسجد ایاصوفیه و کتابخانه اسکوریال نگهداری می‌شوند.
- المصاید و المطارد، از ابوالفتح محمود بن حسن کاتب، معروف به کشاجم (سدهٔ ۴ق‌/۱۰م). نسخهٔ خطی این کتاب در کتابخانهٔ مجلس شورا در تهران با عنوان الصید و القنص موجود است و محمد اسعد طلس آن را در ۱۹۵۴ در بغداد به چاپ رساند. در مقدمهٔ این اثر، از شیفتگی خلفای عباسی - هارون، امین، معتصم، معتضد و مکتفی - به شکار، به ویژه شکار با باز سخن گفته می‌شود.
- کتاب البیزرة، از ابوعبدالله حسن بن حسین (سدهٔ ۴ق‌/۱۰م)، بازیار خلیفهٔ فاطمی العزیز بالله. این اثر به کوشش محمد کردعلی در دمشق چاپ شده است (۱۳۷۱ق‌/۱۹۵۲م). گزیده‌ای از مطالب این کتاب به زبان فرانسوی ترجمه شده، و در شمارهٔ ۱۲ مجلهٔ آرابیکا به چاپ رسیده است.
- القانون الواضح فی معالجات الجوارح، از بغدی بن علی بن قشتمر (سدة ۷ق‌/۱۳م). این اثر آگاهی‌های ارزشمندی دربارهٔ بازنامه‌های کهن‌تر دربردارد و در فهرست کوپریلی آمده است که گزیدهٔ غنیة القاری فی علم الجوارح و الضواری از همین مؤلف است (۱/۴۹۷–۴۹۸).
- الکتاب المنصوری فی البیزرة، مؤلف ناشناس از سدهٔ ۷ق‌/۱۳م. این کتاب دست‌کم شامل ۴ جزء بوده، و تنها جزء چهارم آن برجا مانده که در ۱۹۸۹م در تونس به چاپ رسیده است.
- انس الملا´ بوحش الفلا´، از محمد منکلی، که در ۷۷۳ق‌/۱۳۷۱م تألیف شده است. ترجمهٔ فرانسوی این کتاب در ۱۸۸۰م در پاریس انتشار یافت و در ۱۹۹۳ م نیز در بیروت منتشر شد.
- رسالة فی معالجات الطیور، یا کتاب الصید فی علم الجوارح، از معد بن احمد تین‌مللی. این رساله که نسخه‌ای از آن در استانبول نگهداری می‌شود، تاریخ تألیف ندارد.

بازنامه‌های مهم دیگری نیز از سده‌های ۷–۹ق‌/۱۳–۱۵م بر جا مانده‌اند که در آن‌ها جای عنوان و نام مؤلف خالی است.